# Hyliota violacea
L'iliota dorsoviola (Hyliota violacea J. Verreaux & É. Verreaux, 1851) è un uccello passeriforme  della famiglia Hyliotidae.

## Descrizione

### Dimensioni
Misura 13 cm di lunghezza, per 14-17 g di peso.

### Aspetto

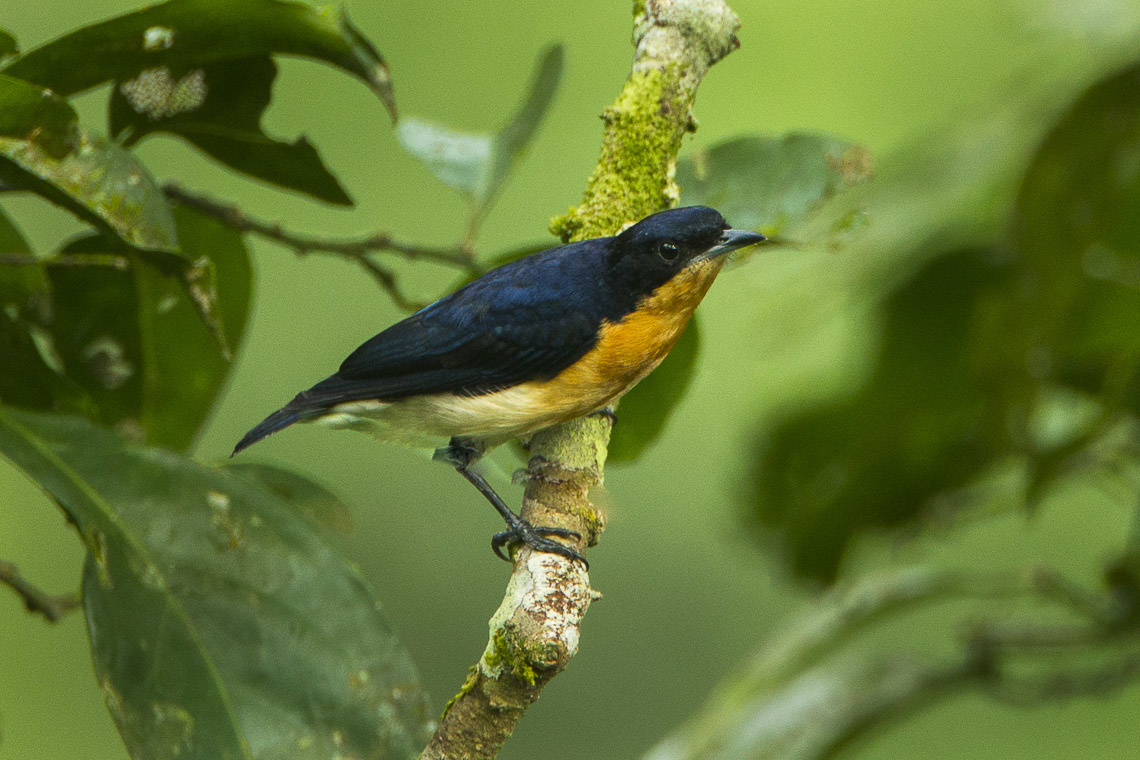
Esemplare nel parco nazionale di Kakum.

Si tratta di uccelli dall'aspetto paffuto e arrotondato, muniti di testa grossa e larga che sembra innestarsi direttamente nel tronco, becco sottile e conico, ali arrotondate, zampe forti e allungate e coda squadrata: rispetto alle altre specie di iliota, quella dorsoviola è più robusta, presenta coda più corta e manca dei caratteristici specchi bianchi sulle copritrici.
Il piumaggio si presenta di colore blu scuro-violaceo su fronte, vertice, nuca, guance, dorso (da cui il nome comune ed il nome scientifico), ali e coda, mentre sul codione sono presenti sfumature grigio-azzurre. Gola e petto sono di color giallo ocra, mentre ventre e sottocoda sono di colore beige.

Il dimorfismo sessuale è evidente, con femmine dalla colorazione più scialba, meno lucida dorsalmente e quasi priva di ocra golae e pettorale ventralmente.
In ambedue i sessi becco e zampe sono di colore nero, mentre gli occhi sono di colore bruno scuro.

## Biologia
L'iliota dorsoviola è un uccello diurno, che vive da solo o in coppie, spesso aggregandosi a stormi misti in compagnia di altre specie dai costumi simili.

### Alimentazione
Questi uccelli presentano dieta insettivora, composta perlopiù da coleotteri, cavallette, falene e bruchi, reperiti principalmente fra le foglie o le spaccature della corteccia della canopia.

### Riproduzione
Si tratta di uccelli monogami, che si riproducono in maggio-luglio (periodo durante il quale vengono osservati esemplari giovanili): pur mancando altre informazioni, si ritiene che la riproduzione di questi uccelli non differisca significativamente per modalità e tempistica da quanto osservabile nelle specie congeneri.

## Distribuzione e habitat
L'iliota violacea occupa un areale piuttosto frammentato che va dalla Guinea all'Africa equatoriale comprendendo la Sierra Leone orientale, la Guinea sud-orientale, la fascia costiera di Costa d'Avorio, Ghana, Togo e Benin, la Nigeria sud-orientale e sud-occidentale, la fascia costiera del Camerun (del quale la specie occupa anche la porzione centrale e quella meridionale) e da qui fino a Cabinda ed al Congo centrale, oltre a zone isolate e circoscritte della Repubblica Centrafricana sud-occidentale e settentrionale, del Congo centrale (parco nazionale di Salonga) e nord-orientale e del Ruanda sud-occidentale.
L'habitat di questi uccelli è rappresentato dalla foresta pluviale secondaria con presenza di radure e aree a copertura erbosa e cespugliosa, anche ad origine antropica (campi di taglio, piantagioni): questi uccelli sono generalmente abitatori delle aree pianeggianti, ma li si trova fino ad oltre 1000 m di quota.

## Tassonomia
Se ne riconoscono due sottospecie:
- Hyliota violacea violacea J. Verreaux & É. Verreaux, 1851 - la sottospecie nominale, diffusa nella porzione orientale dell'areale occupato dalla specie;
- Hyliota violacea nehrkorni Hatlaub, 1892 - diffusa in Guinea dalla Liberia alla Nigeria sud-occidentale;

Gli uccelli ruandesipossiedono colorazione lievemente diversa (gola più scura) e richiami differenti rispetto alle altre popolazioni, e secondo alcuni rappresenterebbero una sottospecie o forse una specie distinta.